# MAGIC NUMBER 802
『MAGIC NUMBER 802』（マジック ナンバー エイトオーツー）は、2015年10月3日からFM802で放送されているラジオ番組。DJは早川和余。

## 概要
2015年10月期改編により開始された番組。少しオフな気分の土曜夜に、リスナーに向けて「ゆるんだ体にフィット」「自由な感性にハッとする」といったマジックナンバーな楽曲をオンエアする。

## 放送時間
- 毎週土曜 18:00 - 20:30（2015年10月3日 - 2017年8月26日）
- 毎週土曜 18:00 - 21:00（2017年9月2日 - 2022年3月26日）
- 毎週土曜 19:00 - 22:00[注 1]（2022年4月2日 - 2025年3月30日）
- 毎週土曜 18:00 - 21:00（2025年4月5日 - ）

## 主なコーナー
Back To Back
早川がリスナーの街を遡るコーナー。
ナンバの湯
リスナーからのリクエスト&メッセージで洗い流したいモヤモヤを紹介する。採用されたリスナーには週替りバスソルトがプレゼントされる。
Magic調査
毎回テーマを設け、X（旧Twitter）のハッシュタグ「#MN802」を付与したリスナーからポスト（旧ツイート）を募集し、調査するコーナー。

### 過去のコーナー
カセット工房
膨大なミュージックライブラリの中から楽曲を組み合わせ、1本のカセットテープに収録された楽曲を流す。